# Sooru
Sooru är en ort i Estland. Den ligger i Tõlliste kommun och landskapet Valgamaa, i den södra delen av landet, 190 km söder om huvudstaden Tallinn. Sooru ligger 56 meter över havet och antalet invånare är 294.
Terrängen runt Sooru är platt. Runt Sooru är det glesbefolkat, med 9 invånare per kvadratkilometer. Närmaste större samhälle är Valka, 9,3 km söder om Sooru. I omgivningarna runt Sooru växer i huvudsak blandskog.